# Claudio Romero
Claudio Ignacio Romero Beltrán (* 10. Juli 2000 in Santiago de Chile) ist ein chilenischer Leichtathlet, der sich auf den Diskuswurf spezialisiert hat. Er ist aktuell Inhaber des Landesrekordes und 2022 siegte er bei den Südamerikaspielen und 2023 wurde er Südamerikameister.

## Sportliche Laufbahn
Erste internationale Erfahrungen sammelte Claudio Romero im Jahr 2016, als er bei den U20-Weltmeisterschaften in Bydgoszcz mit einer Weite von 56,37 m in der Qualifikationsrunde mit dem leichteren 1,75-kg-Diskus ausschied. Anschließend gewann er bei den U18-Südamerikameisterschaften in Concordia mit 19,14 m die Silbermedaille mit der 5-kg-Kugel und sicherte sich auch im Diskuswurf mit 60,49 m die Silbermedaille. Im Jahr darauf gewann er bei den U20-Südamerikameisterschaften in Leonora mit 16,48 m die Silbermedaille mit der 6-kg-Kugel und sicherte sich mit dem Diskus mit 52,23 m die Bronzemedaille. Anschließend siegte er mit 64,33 m mit dem 1,5-kg-Diskus bei den U18-Weltmeisterschaften in Nairobi und wurde im Kugelstoßen mit 19,22 m Vierter. Kurz darauf siegte er dann mit 62,09 m auch bei den U20-Panamerikameisterschaften in Trujillo und erreichte im Kugelstoßen mit 16,38 m Rang neun. Ende November sicherte er sich bei den Juegos Bolivarianos in Santa Marta mit 53,42 m die Bronzemedaille im Diskuswurf hinter dem Ecuadorianer Juan Caicedo und seinem Landsmann José Miguel Ballivián. 2018 gewann er bei den U20-Weltmeisterschaften in Tampere mit 60,81 m die Bronzemedaille im Diskuswurf und anschließend wurde er bei den U23-Südamerikameisterschaften in Cuenca mit 50,65 m Vierter. Im Jahr darauf sicherte er sich bei den Südamerikameisterschaften in Lima mit 54,31 m die Bronzemedaille hinter dem Kolumbianer Mauricio Ortega und Douglas dos Reis aus Brasilien. Anschließend siegte er mit 62,68 m mit dem 1,5-kg-Diskus bei den U20-Südamerikameisterschaften in Cali und gewann auch bei den U20-Panamerikameisterschaften in San José mit 62,07 m die Goldmedaille im Diskuswurf und wurde im Kugelstoßen mit 17,82 m Zehnter. Daraufhin startete er im Diskusbewerb bei den Panamerikanischen Spielen in Lima, brachte dort aber keinen gültigen Versuch zustande. 2020 begann er ein Studium an der University of Virginia in Charlottesville und steigerte 2021 den chilenischen Landesrekord auf 65,78 m und verpasste damit knapp die Qualifikation für die Olympischen Spiele in Tokio. 2022 wurde er NCAA-Collegemeister im Diskuswurf und schied bei den Weltmeisterschaften in Eugene mit 61,69 m in der Vorrunde aus. Im Oktober nahm er an den Südamerikaspielen in Asunción teil und siegte dort mit neuem Spielerekord von 64,99 m.
2023 siegte er mit 63,24 m bei den Südamerikameisterschaften in São Paulo und schied dann bei den Weltmeisterschaften in Budapest mit 63,24 m in der Qualifikationsrunde aus. Ende Oktober brachte er bei den Panamerikanischen Spielen in Santiago de Chile keinen gültigen Versuch zustande. Im Jahr darauf verbesserte er den Landesrekord auf 67,29 m und qualifizierte sich für die Olympischen Sommerspiele in Paris, bei denen er in der Vorrunde keinen gültigen Versuch zustande brachte. 2025 verbesserte er den andesrekord in Ramona auf 69,95 m und siegte Ende April mit 64,13 m bei den Südamerikameisterschaften in Mar del Plata und stellte damit einen neuen Meisterschaftsrekord auf.
In den Jahren 2018, 2024 und 2025 wurde Romero chilenischer Meister im Diskuswurf.

## Persönliche Bestleistungen
- Kugelstoßen: 18,47 m, 20. März 2021 in Charlottesville
- Diskuswurf: 69,65 m, 13. April 2025 in Ramona (chilenischer Rekord)